# Svet24
Svet24 je slovenski dnevni časopis in spletni novičarski portal. Svet24 je v lasti medijske skupine Media24, ki jo obvladuje Martin Odlazek. V. d. odgovornega urednika časopisa Novice Svet24 je Petra Rupnik, odgovorni urednik spletnega portala pa Gregor Gruber.

## Svet24 TV
Od 8. maja 2023 novice izhajajo tudi v video obliki Svet24TV. Na sporedu so od ponedeljka do petka, vsako uro med 6. in 17. uro, v času poletja med 8. in 15. uro. Vklop traja od 3 in 5 minut, predvajane pa so na Aktual TV in TV Veseljak. Novice izmenjaje vodijo Simon Rosc, Vesna Kovač in Mitja Prek, dnevni urednik je Simon Rosc, odgovorni urednik pa Mitja Prek. 
Nekdaj so bili del ekipe tudi Petra Rupnik Mikyška in Milena Novak kot voditeljici, Tina Bertoncelj kot terenska novinarka, Andreja Gregorič Berdajs in Dejan Komparić kot dnevna urednika ter Barbara Pance in Nataša Markovič kot odgovorni urednici programa.